# Брајтунген (Вера)
Брајтунген (њем. Breitungen/Werra) град је у њемачкој савезној држави Тирингија. Једно је од 65 општинских средишта округа Шмалкалден-Мајнинген. Према процјени из 2010. у граду је живјело 5.062 становника. Посједује регионалну шифру (AGS) 16066013.

## Географски и демографски подаци
Брајтунген се налази у савезној држави Тирингија у округу Шмалкалден-Мајнинген. Град се налази на надморској висини од 250 метара. Површина општине износи 44,9 km². У самом граду је, према процјени из 2010. године, живјело 5.062 становника. Просјечна густина становништва износи 113 становника/km².